# Xynobius consumptor
Xynobius consumptor är en stekelart som först beskrevs av Vladimir Ivanovich Tobias 1998.  Xynobius consumptor ingår i släktet Xynobius och familjen bracksteklar. Inga underarter finns listade i Catalogue of Life.